# Sancy (Meurthe-et-Moselle)
Pour les articles homonymes, voir Sancy.
Sancy est une commune française située dans le département de Meurthe-et-Moselle, en région Grand Est.

## Géographie
| Audun-le-Roman | Beuvillers | Boulange Moselle   |
| Anderny        | Sancy      | Fontoy Moselle     |
| Tucquegnieux   | Trieux     | Lommerange Moselle |

### Hydrographie

#### Réseau hydrographique
La commune est dans le bassin versant du Rhin au sein du bassin Rhin-Meuse. Elle est drainée par le ruisseau Fosse au Diable,.

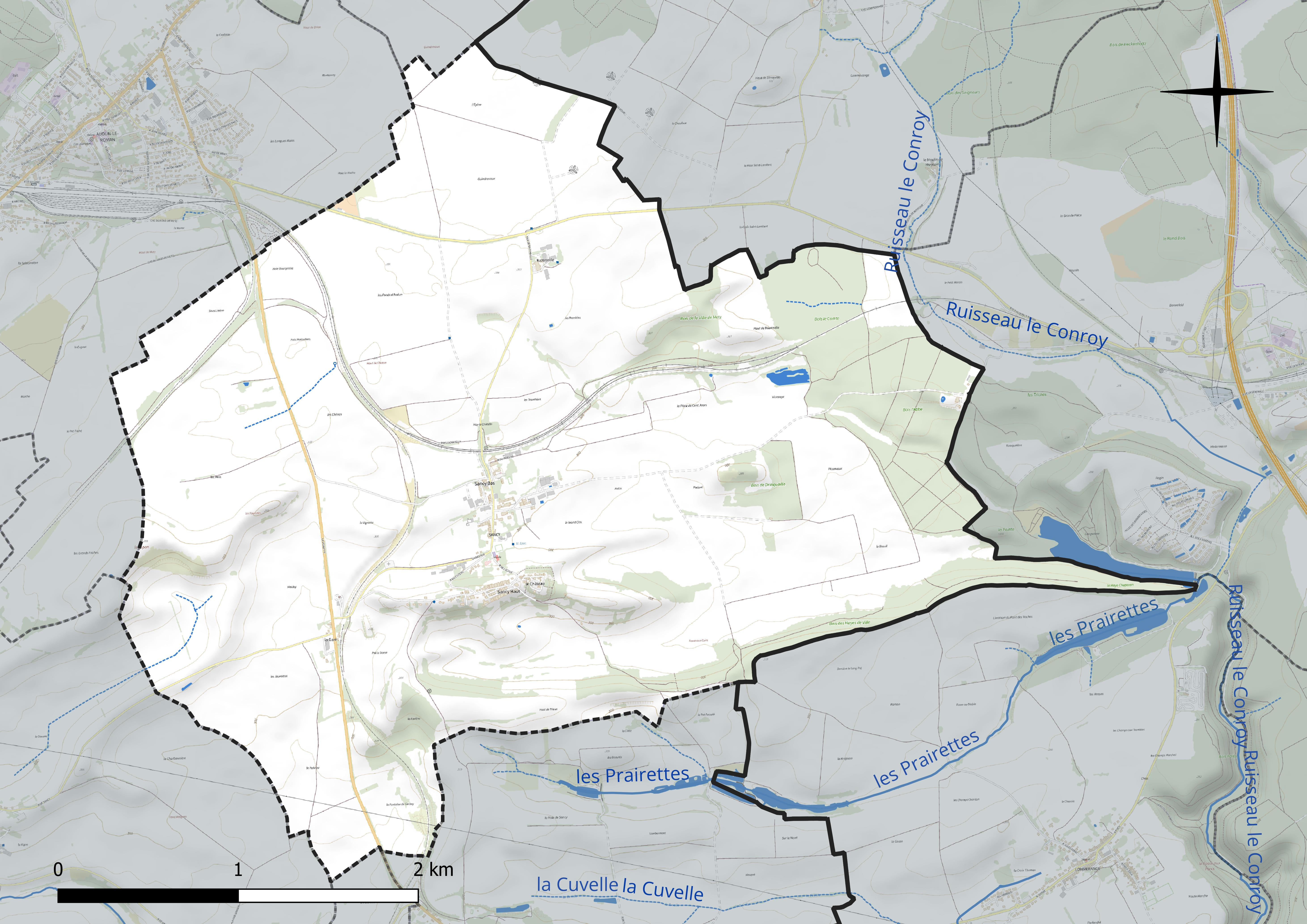
Réseau hydrographique de Sancy.

#### Gestion et qualité des eaux
Le territoire communal est couvert par le schéma d'aménagement et de gestion des eaux (SAGE) « Bassin ferrifère ». Ce document de planification concerne le périmètre des anciennes galeries des mines de fer, des aquifères et des bassins versants hydrographiques associés qui s’étend sur 2 418 km2. Les bassins versants concernés sont celui de la Chiers en amont de la confluence avec l'Othain, et ses affluents (la Crusnes, la Pienne, l'Othain), celui de l'Orne et ses affluents et celui de la Fensch, le Veymerange, la Kiesel et les parties françaises du bassin versant de l'Alzette et de ses affluents (Kaylbach, ruisseau de Volmerange). Il a été approuvé le 27 mars 2015. La structure porteuse de l'élaboration et de la mise en œuvre est la région Grand Est. 
La qualité des cours d’eau peut être consultée sur un site dédié géré par les agences de l’eau et l’Agence française pour la biodiversité. 

### Climat
Pour des articles plus généraux, voir Climat du Grand Est et Climat de Meurthe-et-Moselle.
En 2010, le climat de la commune est de type climat de montagne, selon une étude du Centre national de la recherche scientifique s'appuyant sur une série de données couvrant la période 1971-2000. En 2020, Météo-France publie une typologie des climats de la France métropolitaine dans laquelle la commune est exposée à un climat semi-continental et est dans la région climatique  Lorraine, plateau de Langres, Morvan, caractérisée par un hiver rude (1,5 °C), des vents modérés et des brouillards fréquents en automne et hiver. 
Pour la période 1971-2000, la température annuelle moyenne est de 9,2 °C, avec une amplitude thermique annuelle de 16,4 °C. Le cumul annuel moyen de précipitations est de 861 mm, avec 12,8 jours de précipitations en janvier et 9,1 jours en juillet. Pour la période 1991-2020, la température moyenne annuelle observée sur la station météorologique de Météo-France la plus proche, « Rouvres-en-woevre », sur la commune de Rouvres-en-Woëvre à 22 km à vol d'oiseau, est de 10,8 °C et le cumul annuel moyen de précipitations est de 668,3 mm. 
La température maximale relevée sur cette station est de 40,2 °C, atteinte le 24 juillet 2019 ; la température minimale est de −15,4 °C, atteinte le 7 février 2012,,. 
Les paramètres climatiques de la commune ont été estimés pour le milieu du siècle (2041-2070) selon différents scénarios d'émission de gaz à effet de serre à partir des nouvelles projections climatiques de référence DRIAS-2020. Ils sont consultables sur un site dédié publié par Météo-France en novembre 2022.

## Urbanisme

### Typologie
Au 1er janvier 2024, Sancy est catégorisée commune rurale à habitat dispersé, selon la nouvelle grille communale de densité à sept niveaux définie par l'Insee en 2022.
Elle est située hors unité urbaine. Par ailleurs la commune fait partie de l'aire d'attraction de Luxembourg (partie française), dont elle est une commune de la couronne,. Cette aire, qui regroupe 115 communes, est catégorisée dans les aires de 700 000 habitants ou plus (hors Paris),.

### Occupation des sols
L'occupation des sols de la commune, telle qu'elle ressort de la base de données européenne d’occupation biophysique des sols Corine Land Cover (CLC), est marquée par l'importance des territoires agricoles (87,8 % en 2018), en diminution par rapport à 1990 (91,6 %). La répartition détaillée en 2018 est la suivante : terres arables (60,8 %), prairies (27 %), forêts (7,4 %), zones urbanisées (2,8 %), milieux à végétation arbustive et/ou herbacée (2,1 %). L'évolution de l’occupation des sols de la commune et de ses infrastructures peut être observée sur les différentes représentations cartographiques du territoire : la carte de Cassini (XVIIIe siècle), la carte d'état-major (1820-1866) et les cartes ou photos aériennes de l'IGN pour la période actuelle (1950 à aujourd'hui).

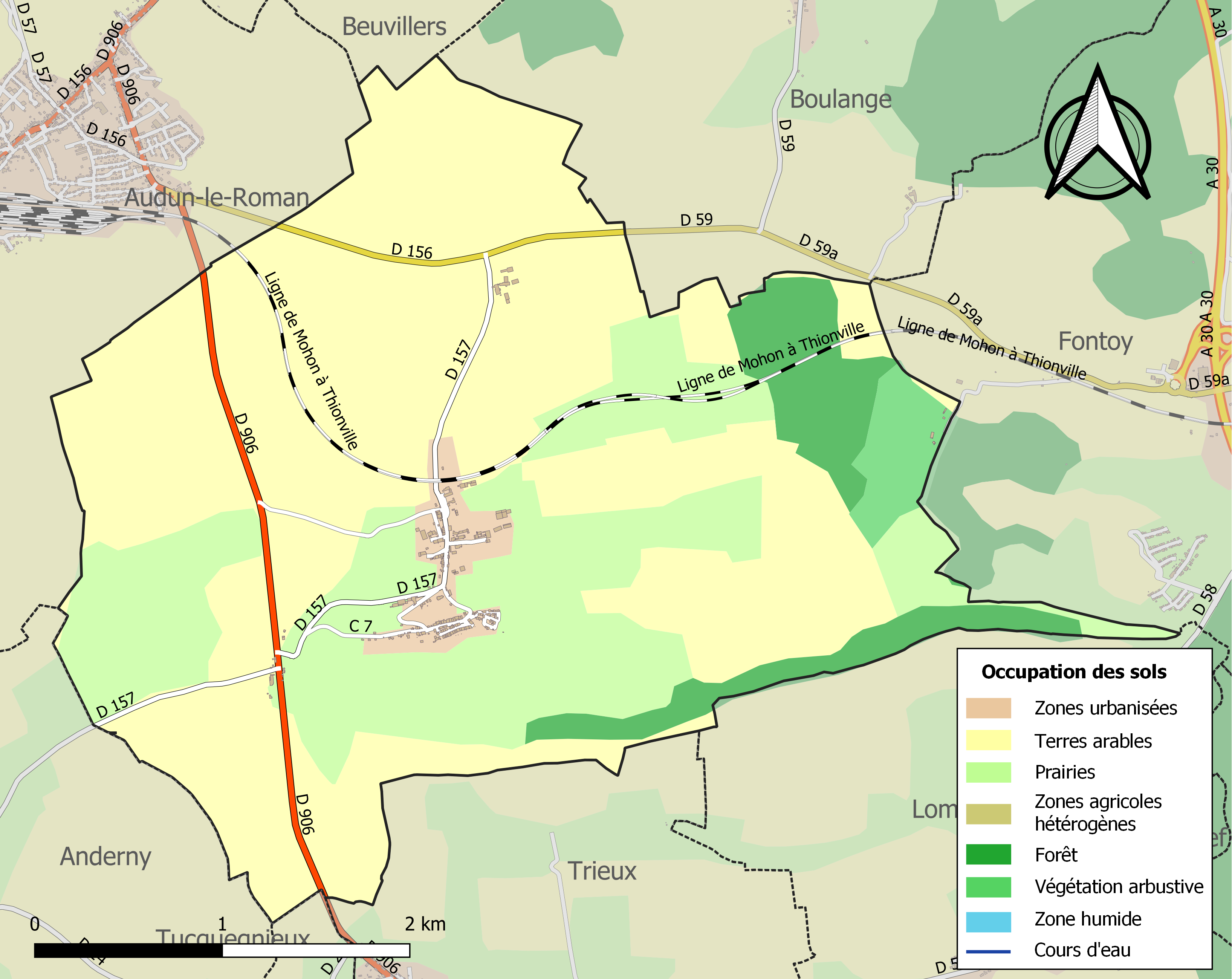
Carte des infrastructures et de l'occupation des sols de la commune en 2018 (CLC).

## Toponymie
Le nom de la localité est attesté sous les formes Sanceum Castrum (1096) ; Sanci (1255) ; Sancey (1382) ; Sancie (1497) ; Samcy (1594) ; Sansi, Sansy, Sansey (1635) ; Sensy (1723).

Sentzich/Senzich en allemand ; Senzech en francique lorrain.

## Histoire
Seigneurie des comtes de Bar au XIIIe siècle. Château mentionné en 1295 : prévôté comtale au XIVe siècle. 
Une famille d’ancienne chevalerie, du nom de Sancy, seigneurie et prévôté située près d’Audun-Le-Roman, a prouvé, le 13 septembre 1726, devant la Cour des comptes de Lorraine, sa filiation suivie depuis Demange de Sancy, écuyer, marié à Isabelle de Ruette et père de Jean de Sancy, dit 'de Hault', écuyer, connu par des actes de 1372 et 1377.
Assiégé par l'évêque de Metz en 1415. Remanié pour s'adapter aux armes à feu en 1537. Démantelé en 1640.
En 1817, village de l'ancienne province du Barrois, avait pour annexes les fermes de Malsange et de Bazonville. À cette époque, il y avait 511 habitants répartis dans 90 maisons.
Lors de la Première Guerre mondiale, plusieurs personnes civiles furent fusillées par les Allemands. Le 22 août 1914, M. Dieudonné Joseph (41 ans) et M. Dieudonné François (70 ans) Nicolas, le 23 août 1914 M. Dieudonné Antoine (74 ans) (source : Mémoire des Hommes).

## Politique et administration
| Période                                  | Période                     | Identité                                       | Étiquette | Qualité |
| ---------------------------------------- | --------------------------- | ---------------------------------------------- | --------- | --- |
| Les données manquantes sont à compléter. |                             |                                                |           | |
| mars 2001                                | En cours (au 1er juin 2020) | Daniel Matergia Réélu pour le mandat 2020-2026 | PS        | Président de la CC du Pays Audunois (2012-2016) Président de la communauté de communes Pays de l'Audunois et du Bassin de Landres (2017- ) |

## Démographie
L'évolution du nombre d'habitants est connue à travers les recensements de la population effectués dans la commune depuis 1793. Pour les communes de moins de 10 000 habitants, une enquête de recensement portant sur toute la population est réalisée tous les cinq ans, les populations de référence des années intermédiaires étant quant à elles estimées par interpolation ou extrapolation. Pour la commune, le premier recensement exhaustif entrant dans le cadre du nouveau dispositif a été réalisé en 2006.

En 2022, la commune comptait 363 habitants, en évolution de +13,08 % par rapport à 2016 (Meurthe-et-Moselle : −0,13 %, France hors Mayotte : +2,11 %).
| 1793 | 1800 | 1806 | 1821 | 1836 | 1841 | 1861 | 1866 | 1872 |
| ---- | ---- | ---- | ---- | ---- | ---- | ---- | ---- | ---- |
| 499  | 434  | 465  | 480  | 571  | 606  | 546  | 551  | 630  |

| 1876 | 1881 | 1886 | 1891 | 1896 | 1901 | 1906 | 1911 | 1921 |
| ---- | ---- | ---- | ---- | ---- | ---- | ---- | ---- | ---- |
| 702  | 545  | 502  | 449  | 427  | 450  | 602  | 459  | 394  |

| 1926 | 1931 | 1936 | 1946 | 1954 | 1962 | 1968 | 1975 | 1982 |
| ---- | ---- | ---- | ---- | ---- | ---- | ---- | ---- | ---- |
| 424  | 393  | 395  | 400  | 414  | 446  | 390  | 315  | 353  |

| 1990 | 1999 | 2006 | 2011 | 2016 | 2021 | 2022 | - | - |
| ---- | ---- | ---- | ---- | ---- | ---- | ---- | - | - |
| 327  | 327  | 345  | 353  | 321  | 349  | 363  | - | - |

## Culture locale et patrimoine

### Lieux et monuments

#### Édifices civils
- Château fort, lieu-dit : Sancy haut, parties constituantes : fossé, époque de construction : 2e quart du XIVe siècle ; 2e quart du XVIe siècle. Château mentionné au XIIIe siècle, acheté par le comte de Bar en 1262 ; en 1336, lorsque Sancy devient chef-lieu d'une prévôté, agrandissement et amélioration des fortifications ; en 1537, renforcement des murailles et surélévation des parapets ; détruit en 1640 par les ordres du maréchal du Hallier, gouverneur français de la Lorraine occupée, il ne subsiste que des murs de soutènement, les courtines et les bases des tours en partie visibles dans les maisons qui ont été construites à son emplacement. Une bombarde retrouvée sur le site est de nos jours conservée au Musée lorrain de Nancy[23].
- Maison de la Prévôté, lieu-dit : Sancy bas, parties constituantes : colombier ; parties agricoles, époque de construction : 1re moitié du XVIIIe siècle. Maison reconstruite dans la 1re moitié du XVIIIe siècle sur l'emplacement supposé de la prévôté sise là à la fin du XVe siècle.
- La Grange-Drohier, importante maison-fief du XVIIe siècle.
- L'ancienne gare de Sancy : construite en 1907 et transformée en habitation.

#### Édifices religieux

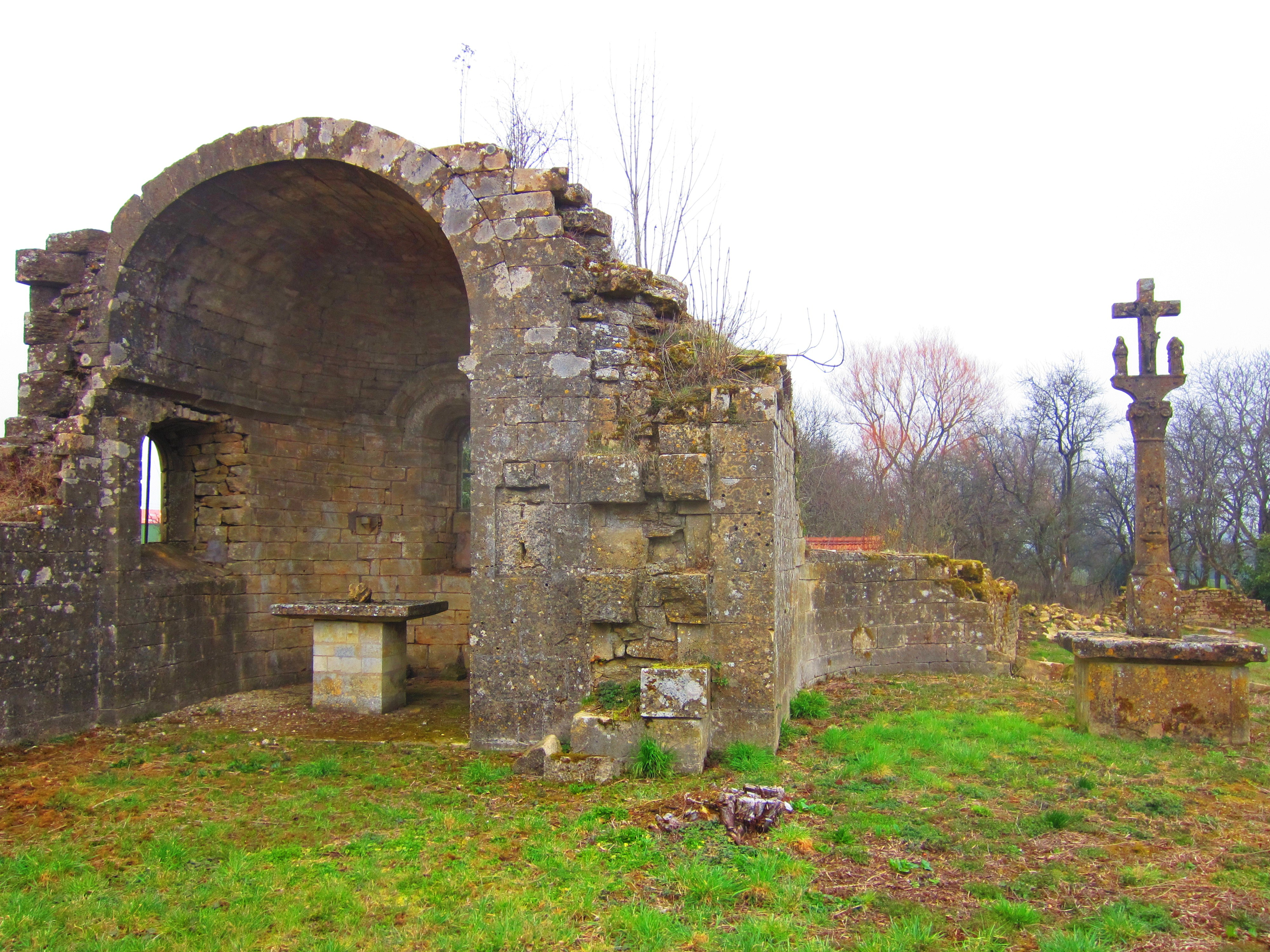
Vestiges du prieuré Saint-Brice
.

- Église paroissiale Saint-Brice, lieu-dit : Sancy haut, époque de construction : 3e quart du XIXe siècle ; 1er quart du XXe siècle, construite en 1867, 300 mètres environ au sud de l'ancienne église du prieuré.
- Prieuré de Bénédictins Saint-Brice et ancienne église Saint-Brice au lieu-dit Sancy-Bas ; éléments protégés  au titre des monuments historiques par arrêté du 1er décembre 1984[24] : abside, mur ; parties constituantes : église, cimetière, calvaire, monument sépulcral ; époque de construction : 4e quart du XIe siècle, XIIe siècle, 1re moitié du XVIIIe siècle, 3e quart du XXe siècle. Prieuré de bénédictins dépendant de Saint-Hubert en Ardenne, fondé vers 1088. Église Saint-Brice construite dans le courant du XIIe siècle, modifiée au XVIe siècle (subsiste un lavabo dans l'absidiole nord), transformée en église paroissiale et menaçant ruine. Des projets pour reconstruire la nef sont établis en 1848 par Bauchet, architecte à Briey. Ils sont finalement abandonnés et l'église est détruite en 1867, à l'exception de l'absidiole nord, conservée comme chapelle de cimetière, et des soubassements du bras nord du transept et des chapelles latérales attenantes. En 1970, consolidation de la voûte de l'absidiole nord. Au nord de l'église, logis construit limite XVe – XVIe siècle dont il subsiste les dépendances. Reconstruit 1re moitié du XVIIIe siècle.
- Calvaire, lieu-dit : Sancy bas, situé rue du Prieuré, dans l'ancien cimetière. Calvaire du début du XIXe siècle. Jusqu'en 1969 se trouvait devant la porte de l'ancien cimetière. A été déplacé et réédifié à proximité des vestiges de l'église du prieuré.
- Croix monumentale lieu-dit : Sancy bas située CD 157 ; CVO 8. Croix érigée en 1826 par Nicolas Gérard, sculpteur à Anderny (date portée), croisillon plus récent que la croix.
- Presbytère, lieu-dit : Sancy bas, situé 2 rue du Presbytère, construit : limite XVIIIe – XIXe siècle.

### Personnalités liées à la commune
- La famille de Haut, dite de Sancy (« d'azur, à trois membres de lion, d'or, l'un sur l'autre, en fasce, armés, de gueules »[25]).
- Jean de Calabre, fils naturel du duc de Lorraine Jean II, mort en 1505, comte de Briey, seigneur de Sancy, Pierrepont et Conflans-en-Jarnisy.
- Les membres de la puissante maison de Failly[26], furent des prévôts depuis les premiers temps de cette fonction (XIIe siècle). Entre 1500 et 1600, on trouve des Failly prévôts de Sancy. Vers 1500, Jean de Failly, déjà prévôt de Conflans, fut nommé capitaine et prévôt de Sancy. Le 26 octobre 1518, Jean de Failly, dit de Conflans, seigneur de Jouy-sous-les-Côtes, est nommé receveur et gruyer de Sancy, en lieu et place de Jacquemin de Norroy, son beau-père malade[27]. À une date non précisée, Jean de Failly, fonda en l'église de cette ville, la chapelle Notre-Dame-de-Pitié et Saint-Jean-Baptiste[28]. Jean de Failly meurt vers 1533. Son fils Christophe devient prévôt de Sancy, il épouse Barbe de Housse en 1536. En 1537, il fait construire des murailles au château de Sancy, dont les parapets sont rehaussés (Arch. de la Meuse, B1792). Travaux bien utiles puisqu'en 1551-1552, les Espagnols tentent vainement de s'emparer de la place. Ils occupent et pillent la ville, alors que l'armée française campe à Sivry. D'après Bermann (Dissertation historique sur l'ancienne chevalerie et la noblesse de Lorraine, Nancy 1763) écrit que Christophe de Failly aurait eu la charge de bailli de Nancy en 1574, en remplacement d'Antoine du Chatelet. La charge de prévôté ne fut pas reconduite en faveur des fils (Louis et Arnould) de Christophe de Failly. Ceux-ci habitaient la ville et Arnould de Failly avait épouse Louise d'Allamont, fille d'Antoine, le grand défenseur de Montmédy. Il quitta Sancy avant 1600, pour s'installer à Lommerange où il mourut. En 1624, les descendants de Jean, firent passer tous les droits sur cette chapelle à Jacques de Failly, petit-fils de Christophe de Failly, seul et unique « hoir masle » de la famille, et, après lui à l'aîné mâle descendant de lui, et ainsi successivement à toujours. Ceci est fait en présence de Robert Fiquelmont, seigneur de Mars-la-Tour, conseiller d'État du duc de Lorraine, Nicolas de Tige, seigneur de Pourru, Affléville, Jean de Bohan et Marguerite de Starinchamps, veuve de Jean de Pouilly, tous héritiers par alliance.

### Héraldique
| Blason de Sancy | Blason  | D'azur à saint Georges contourné d'argent armé de pied en cap, terrassant de sa lance un dragon de même, le tout sur une terrasse de sinople. |
| Blason de Sancy | Détails | La famille de Sancy, d'ancienne chevalerie, portait d'azur à une étoile à six rais d'or, à la bande de gueules chargée de trois lions léopardés brochant sur le tout. Cette famille s'est éteinte au XIVe siècle, et la terre de Sancy rentra dans le domaine des comtes de Bar. Ceux-ci en firent le siège d'une prévôté du bailliage de Briey et lui donnèrent ce blason. Le statut officiel du blason reste à déterminer. |